# Дизел (Француска)
Дизел (фр. Dhuizel) насеље је и општина у североисточној Француској у региону Пикардија, у департману Ен (Пикардија) која припада префектури Соасон.
По подацима из 2011. године у општини је живело 117 становника, а густина насељености је износила 17,18 становника/km². Општина се простире на површини од 6,81 km². Налази се на средњој надморској висини од 80 метара (максималној 177 m, а минималној 69 m).

## Демографија
| 1962. | 1968. | 1975. | 1982. | 1990. | 1999. | 2011. |
| ----- | ----- | ----- | ----- | ----- | ----- | ----- |
| 146   | 153   | 125   | 103   | 101   | 102   | 117   |

График промене броја становника у току последњих година